# نغمه‌های مالدورور
نغمه‌های مالدورور Chants de Maldoror اثری است رمانتیک که رمانتیسم را به سخره می‌گیرد. حماسه ای است که شیوه‌های حماسی (لغت‌های هومر آسا و سخنان سنگین دانته وار) را نظیره گویی می‌کند و آنها را از معنای خود تهی می‌سازد، به گونه ای که خواننده در میان توده ای از سخنان گسیخته و طنز آمیز سرگردان می‌شود و از ادراک هر نوع مفهوم کلی و مشخص بازمی‌ماند.آندره ژید برنده ی جایزه ی نوبل ادبیات،بعد از خواندن کتاب ششم مالدورور از اشعار خودش شرمنده شد و می خواست برای همیشه نوشتن را کنار بگذارد. 
این مجموعهٔ شعر شامل شش منظومه و شصت بند است.
با ظهور کتاب نغمه‌های مالدورور و پس از آن اشراق‌ها اثر آرتور رمبو جهان ناخود آگاه، ناگهان به صورت امری مقدس ظهور می‌کند و با گشوده شدن این دریچه جدید به سوی جهانی ناشناخته، هدف لوتریامون از طرح اولیه (که خود به آن اشاره می‌کند) آشکارتر می‌شود.
این کتاب تحت عنوان سروده‌های مالدورور توسط علی طباخیان به فارسی نیز ترجمه شده است.